# Piazzale Donatello

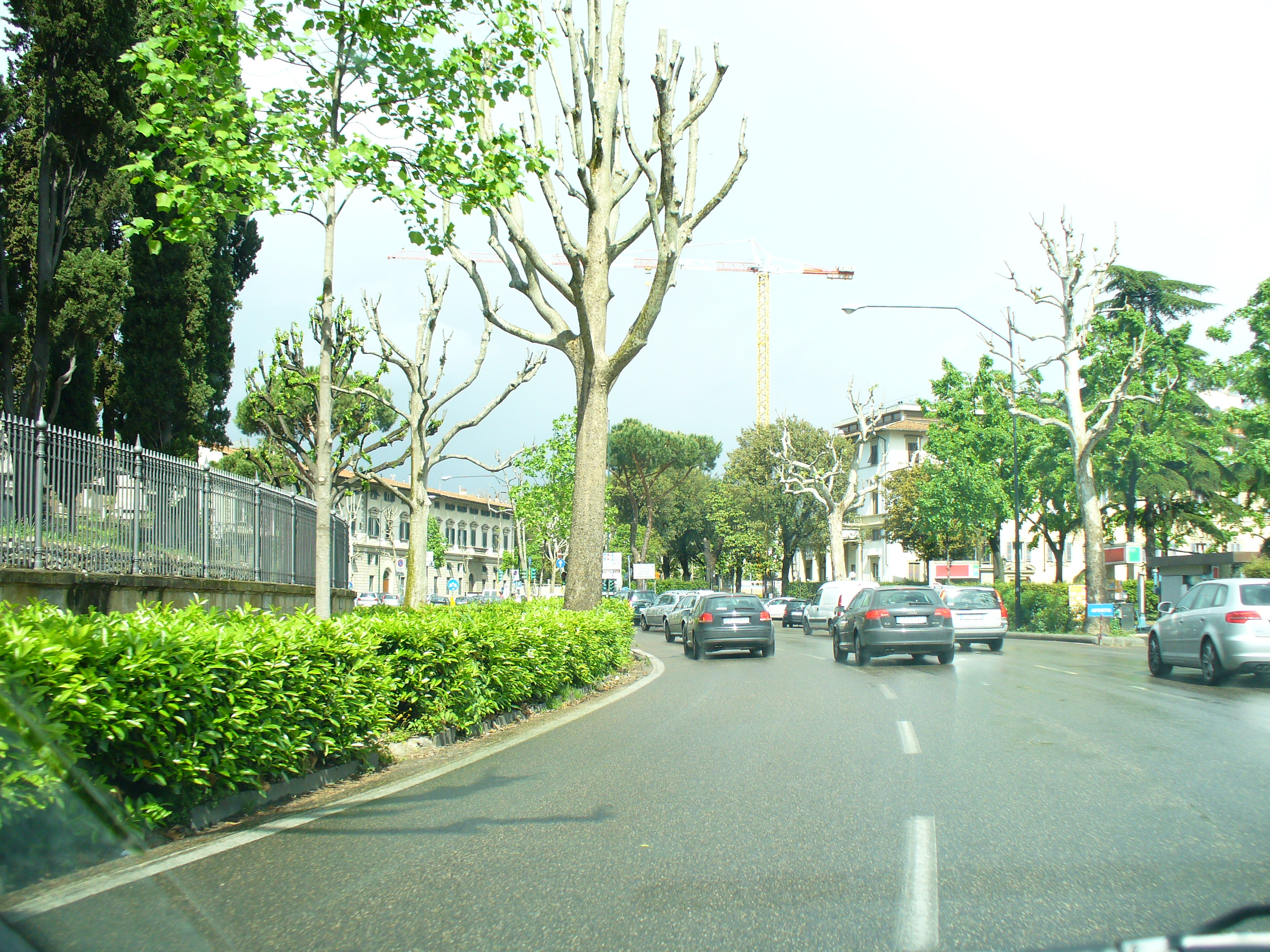
Piazzale Donatello

Piazzale Donatello ist der Name eines Platzes in Florenz, der im 19. Jahrhundert durch den Abriss der mittelalterlichen Stadtmauern von Florenz und die Schaffung des Boulevards der Viali di Circonvallazione entstanden ist.
Der große, ovale, in der Mitte hügelig ansteigende Platz umschließt in seiner Mitte den 1828 gegründeten nicht katholischen Friedhof, heute bekannt als Cimitero degli Inglesi. Der florentiner Architekt und Stadtplaner Giuseppe Poggi schuf hier um 1870 eine malerische „Toteninsel“ im Verkehrsgetriebe, die Arnold Böcklin zu seinem gleichnamigene Gemälde inspiriert haben soll.
Der nach dem Bildhauer Donatello benannte Platz und seine Umgebung wurde ab 1874 zu einem ausgesprochenen Künstlerviertel der Stadt, seit 1949 findet hier jeweils im Juni eine von der Vereinigung Gruppo Donatello organisierte Kunstausstellung statt.